# Carebaco-Meisterschaft 2016
Die Carebaco-Meisterschaft 2016 (auch Carebaco International 2016) im Badminton fand vom 25. bis zum 28. August 2016 in Santa Cruz, Aruba, statt.

## Sieger und Platzierte
| Disziplin    | Gold                                                     | Silber                                       | Bronze                              |
| ------------ | -------------------------------------------------------- | -------------------------------------------- | ----------------------------------- |
| Herreneinzel | Nelson Javier                                            | Sören Opti                                   | Will Lee                            |
| Herreneinzel | Nelson Javier                                            | Sören Opti                                   | Samuel Ricketts                     |
| Dameneinzel  | Aimee Moran                                              | Solángel Guzmán                              | Bermary Altagracia Polanco Muñoz    |
| Dameneinzel  | Aimee Moran                                              | Solángel Guzmán                              | Monyata Riviera                     |
| Herrendoppel | Dylan Darmohoetomo Gilmar Jones                          | Therry Aquino Reimi Starling Cabrera Rosario | Alistair Espinoza Will Lee          |
| Herrendoppel | Dylan Darmohoetomo Gilmar Jones                          | Therry Aquino Reimi Starling Cabrera Rosario | Naim Mohammed Rahul Rampersad       |
| Damendoppel  | Nairoby Abigail Jiminez Belmary Altagracia Polanco Munoz | Mikaylia Haldane Katherine Wynter            | Santusha Ramzan Priscila Tjitrodipo |
| Damendoppel  | Nairoby Abigail Jiminez Belmary Altagracia Polanco Munoz | Mikaylia Haldane Katherine Wynter            | Monyata Riviera Tamisha Williams    |
| Mixed        | Dakeil Thorpe Tamisha Williams                           | Nelson Javier Noemi Almonte                  | Jade Browne Sabrina Scott           |
| Mixed        | Dakeil Thorpe Tamisha Williams                           | Nelson Javier Noemi Almonte                  | Will Lee Solángel Guzmán            |
| Teams        | Dominikanische Republik                                  | Suriname                                     | Trinidad und Tobago                 |